# فصل آنفلوانزای ۱۸-۲۰۱۷ در ایالات متحده آمریکا
فصل آنفلوانزای ۱۸–۲۰۱۷ در ایالات متحده آمریکا بازهٔ زمانی بین اواخر سال ۲۰۱۷ و اوایل ۲۰۱۸ و فعالیت‌های آنفلوانزا طی آن را پوشش می‌دهد. گونهٔ غالب آنفلوانزا در آن بازهٔ زمانی ویروس گونهٔ الف آنفلوانزا H3N۲ بود. در خلال ماه‌های مارس و مه ویروس آنفلوانزای ب غالب شد.
در همهٔ ایالت‌ها به جز هاوایی و اورگن، آنفلوانزا در مقیاسی وسیع گسترش یافت، از آن جمله ۳۲ ایالت که شاهد فعالیت بالای آنفلوانزا بودند. فصل آنفلوانزا به‌واسطهٔ کمبود تزریق وریدی که به واسطهٔ تعطیلی کارخانه‌های سرم تزریق وریدی در اثر وقوع توفند ماریا در پورتوریکو تشدید شد.